# Fernand Herman
Fernand Herman (* 23. Januar 1932 in Bassenge; †  4. April 2005 in Brüssel) war ein belgischer Politiker und Ökonom.

## Leben und Politik
Herman studierte Rechts- und Wirtschaftswissenschaften an der Katholischen Universität Leuven, wo er von 1968 bis 1983 auch lehrte. Von 1975 bis 1977 war er Wirtschaftsminister in Belgien, von 1977 bis 1978 Mitglied im Belgischen Senat und von 1978 bis 1980 Abgeordneter in der Belgischen Abgeordnetenkammer. Schließlich war Herman von 1979 bis 1999 Abgeordneter im Europäischen Parlament.

## Schriften (Auswahl)
- Europa Patria Mea. Chronique de 15 années de vie politique, économique et sociale européenne, Brüssel, Didier Devillez-Ausgabe, 2006